# Дивна Јеленковић
Дивна Јеленковић (Београд, 1952.) српска је сликарка.

## Биографија
Дивна Јеленковић је 1977. дипломирала на Факултету ликовних уметности у Београду, а 1982. магистрирала на истом факултету у класи професора Стојана Ћелића. Чланица је УЛУС-а од 1978. До сада је реализовала једанаест самосталних изложби и учествовала на преко осамдесет групних изложби у земљи и иностранству. Учествовала је у раду преко четрдесет ликовних колонија.
У периоду од 1990. до 2004. била је на различитим функцијама Удружења ликовних уметника Србије: председница Сликарске секције, чланица Управног одбора у неколико мандата и председница УЛУС-а од 2002. до 2004.

## Самосталне изложбе
- “Ехо праформе” у Салону Музеја савремене уметности у Београду,
- “Интермедијум 90" у Клубу театра Бојан Ступица,
- Галерија ФЛУ,
- Галерија КНУ,
- Галерија Међународног прес центра Танјуга у Београду,
- Уметничка галерија Стара капетанија у Земуну,
- World Fine Art Gallery у Њујорку.

## Награде
- “Златни Беочуг” за 2004. годину која се додељује за трајни допринос култури Београда,
- СИЗ-а културе Београда,
- Министарство културе Републике Србије,
- Народни музеј у Београду,
- Музеј савремене уметности у Београду.